# 伊莎贝尔·沙雷
伊莎贝尔·沙雷（法語：Isabelle Charest，1971年1月3日—），加拿大女子短道速滑运动员。她曾代表加拿大参加1994年、1998年和2002年冬季奥林匹克运动会短道速滑比赛，获得一枚银牌和二枚铜牌。